# معامله‌گری الکترونیکی
معامله‌گری الکترونیک (به انگلیسی: e-trading)؛ اشاره به خرید و فروش سهام، اوراق قرضه، ارزهای خارجی، مشتقات مالی، ارزهای دیجیتال و سایر ابزارهای مالی الکترونیکی دارد که معمولاً با استفاده از بسترهای تجارت الکترونیکی انجام شده و در آن معامله‌گران می‌توانند سفارش‌ها را ثبت کنند و آنها را در یک مکان معاملاتی مانند بازار سهام به‌طور مستقیم یا از طریق یک کارگزار اجرا کنند.

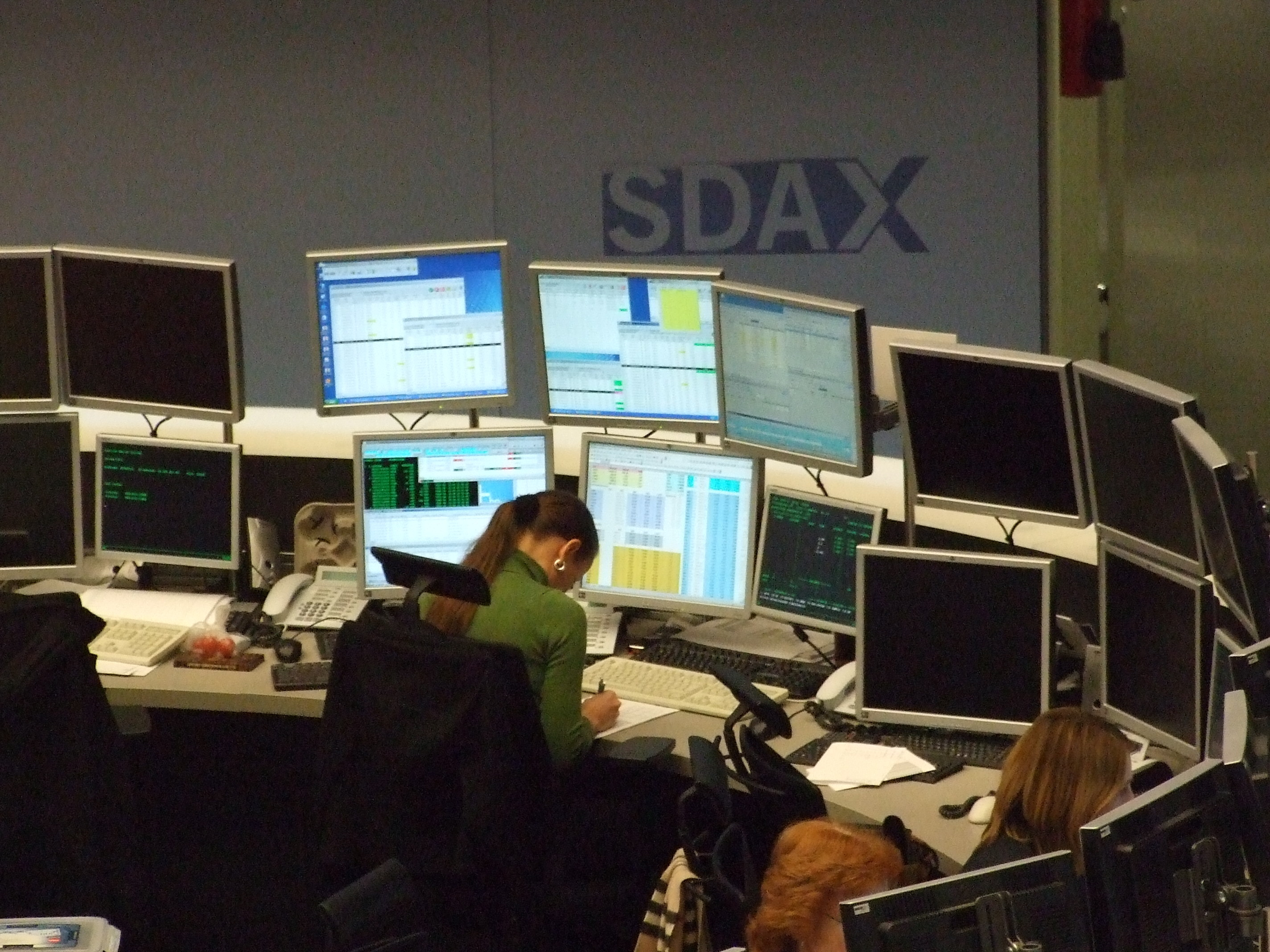
معامله‌گری الکترونیکی در Deutsche Börse.

از اثرات معامله گری الکترونیک می‌توان به کاهش هزینه تراکنش‌ها اشاره کرد - با خودکارسازی هر چه بیشتر فرایند (که اغلب به آن "straight-through processing (پردازش مستقیم)" یا STP گفته می‌شود)، هزینه‌ها کاهش می‌یابد. برای سرمایه گذاران خرد، خدمات مالی در وب مزایای مهمی را ارائه می‌دهد. مزیت اصلی کاهش هزینه معامله‌ها و همچنین سهولت و راحتی است. تراکنش‌های مالی الکترونیکی موانع سنتی از جمله لجستیک را دور می‌زنند. در مقابل، نگرانی در مورد تأثیر سفته‌بازی از طریق معاملات وجود دارد که به‌طور منفی در نظر گرفته می‌شود و آسیب بالقوه قابل توجهی به اقتصاد واقعی وارد می‌کند.